# Viktoriánské období

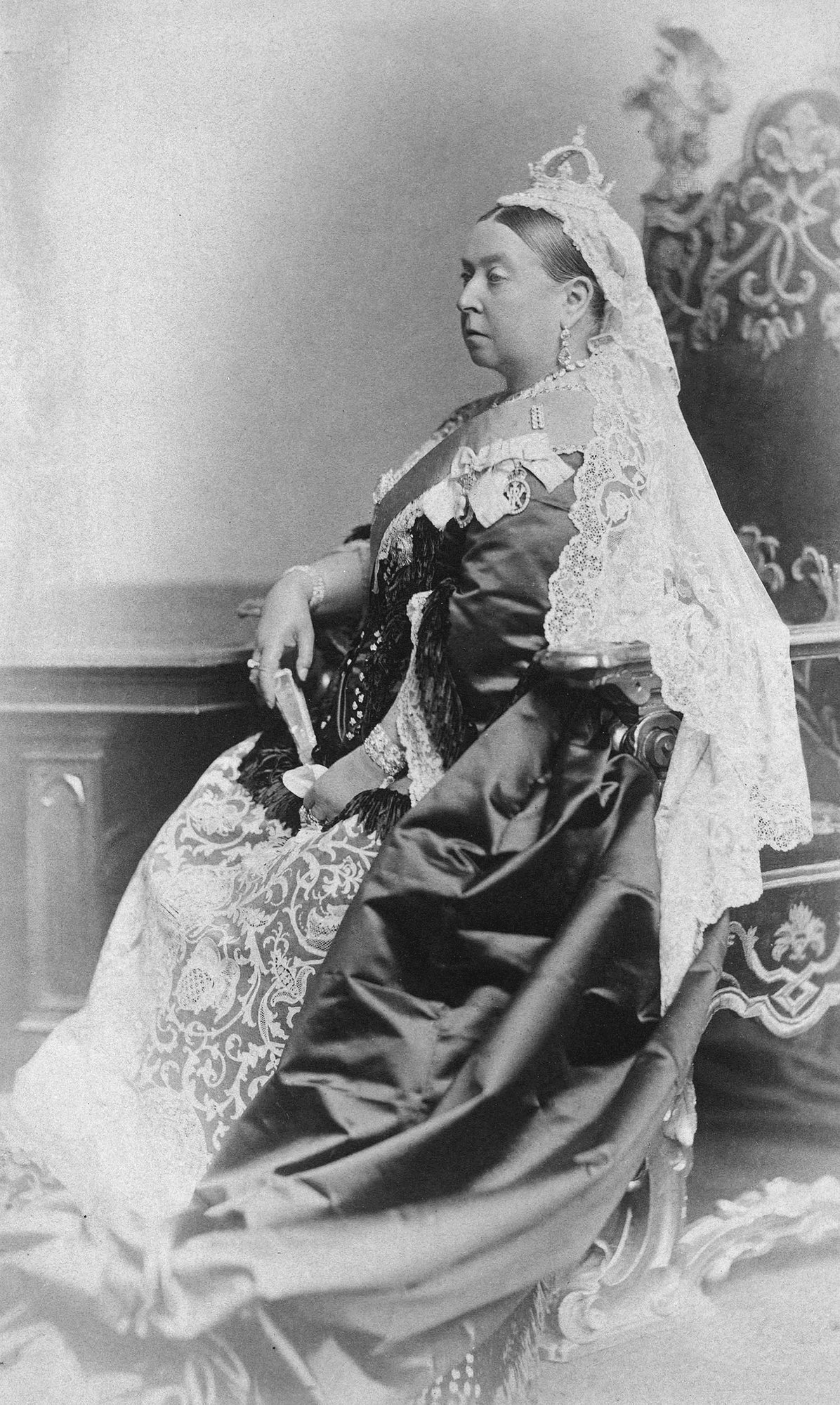
Královna Viktorie, jejíž vláda vymezuje toto období

Viktoriánské období je historická etapa vývoje Spojeného království v době vlády královny Viktorie od června 1837 do ledna 1901. Bylo to období prosperity Britského impéria, průmyslových inovací a rozvoje vzdělané střední třídy britské společnosti. Někteří autoři počátek tohoto období posouvají do období o pět let zpátky do roku 1832, kdy byl přijat reformní zákon.
Tato epocha je charakteristická dlouhým obdobím míru, ekonomické, koloniální a průmyslové konsolidace, jen přechodně přerušeným krymskou válkou, i když Británie se účastnila různých válečných střetů v té době každý rok. Na konci období vedla politika imperialismu k nárůstu koloniálních střetů a k anglo-zanzibarské a búrské válce. Vnitřní politika byla poznamenána liberálními myšlenkami, politickými reformami a rozšiřováním volebního práva.
Počet obyvatel Anglie se téměř zdvojnásobil z 16,8 milionů roku 1851 na 30,5 v roce 1901. Počet obyvatel Irska naopak poklesl z původních 8,2 milionů v roce 1841 na méně než 4,5 v roce 1901. V této době opustilo Británii asi 15 milionů lidí, jejichž cílem byly Spojené státy americké, Kanada a Austrálie.
Na počátku ovládaly Dolní sněmovnu především Whigové a Toryové. Od poloviny století se Whigové přetransformovali do Liberální a Toryové do Konzervativní strany. V jejich čele stáli významní státníci jako například William Lamb, Robert Peel, Edward Smith-Stanley, Henry John Temple, William Gladstone, Benjamin Disraeli a Robert Gascoyne-Cecil. Neřešené problémy vnitřní politiky Irska v pozdním Viktoriánském období nakonec vedly roku 1916 k velikonočnímu povstání a následným událostem, které hrály důležitou roli v rozkladu impéria.

## Kultura

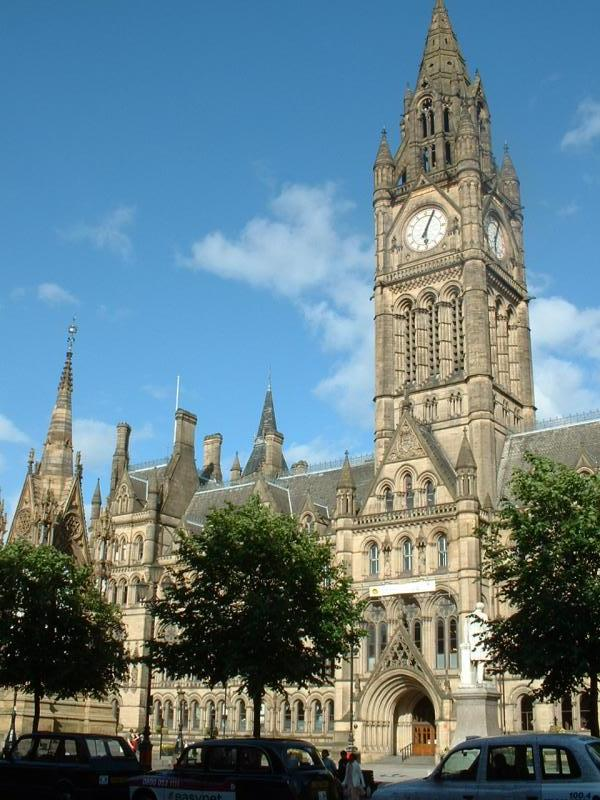
Radnice v Manchesteru jako příklad Viktoriánské architektury

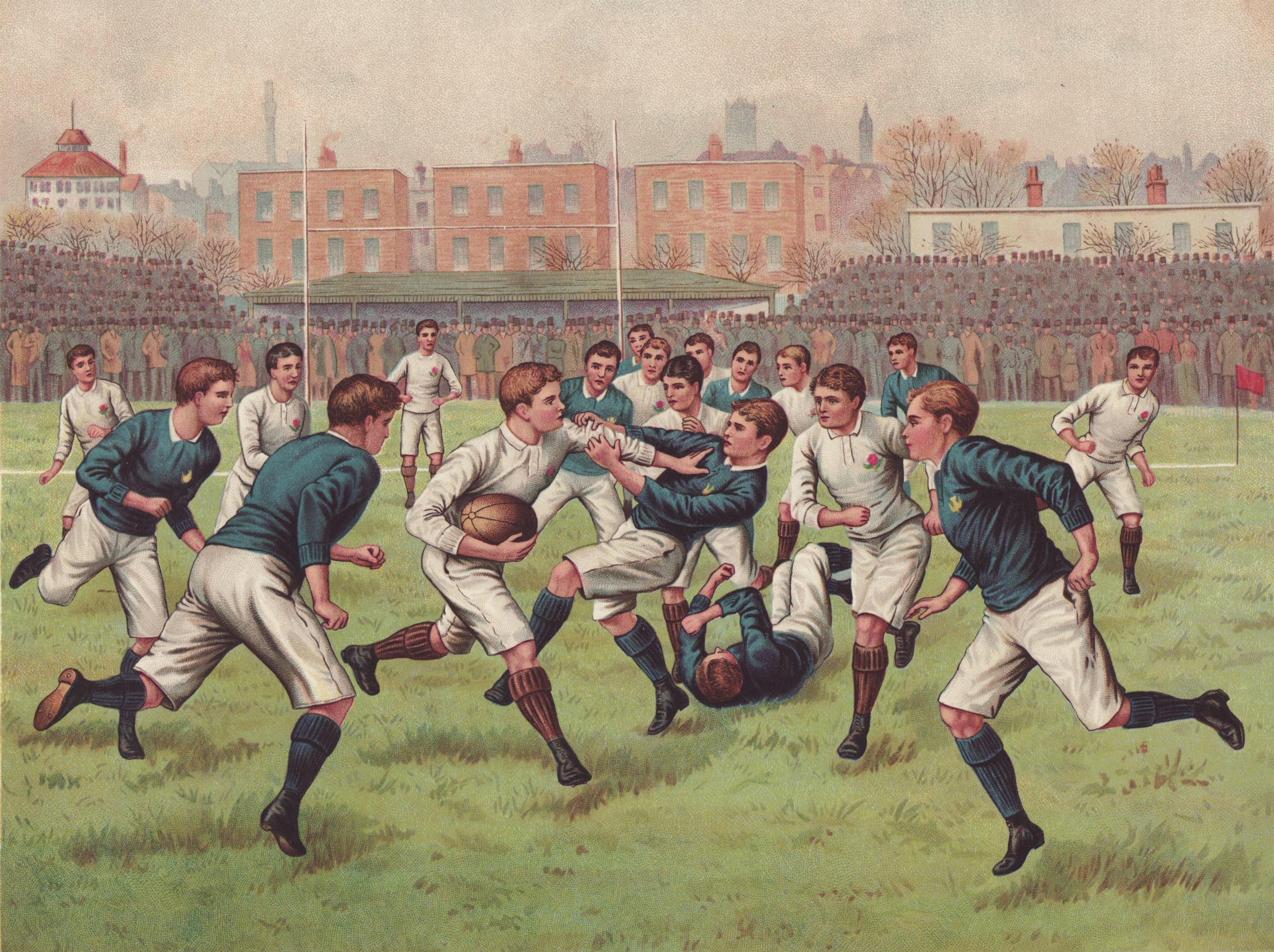
Ragbyový zápas mezi Anglií a Skotskem, c. 1880

V architektuře se stala důležitým směrem novogotika. Poté, co byl roku 1834 požárem poškozen Westminsterský palác, navrhl jeho obnovu v novogotickém slohu Charles Barry. Tato rekonstrukce představovala projev kulturní kontinuity na rozdíl od násilného přerušení vývoje, který představovala francouzská revoluce. Novogotika byla podpořena i vyjádřením kritika Johna Ruskina, který ji označil za ztělesnění společenských a sociálních hodnot – na rozdíl od klasicismu, který podle něho vyjadřoval mechanickou standardizaci.
Roku 1851 se konala světová výstava, první svého druhu, která předváděla největší inovace tohoto století. Jejím centrem byl londýnský Křišťálový palác, obrovský modulární skleněný pavilón. V počátku byl označován jako projev dehumanizace architektury, ale později byl označován jako prototyp moderní architektury. Na této výstavě byla prezentována i fotografická technika, která ovlivnila vývoj umění.

## Technologie

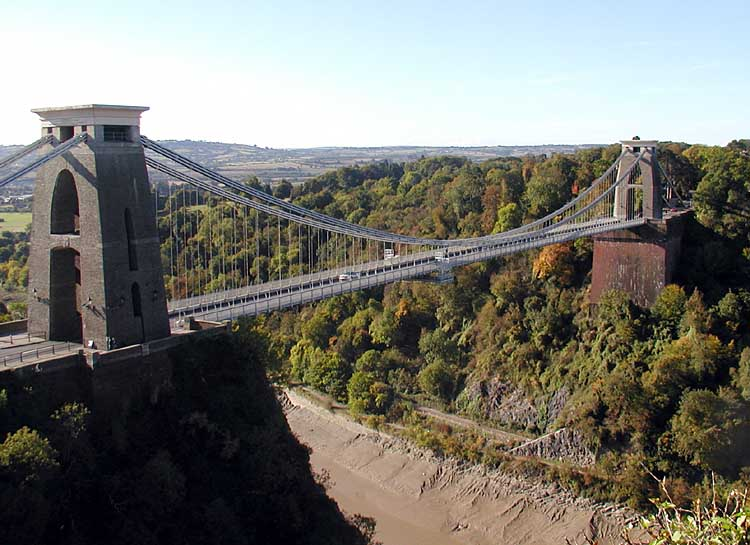
Brunellův visutý most v Bristolu

Velkým technologickým počinem této doby byla výstavba londýnské kanalizační soustavy. Autorem jejího návrhu byl roku 1858 Joseph Bazalgette. Jeho záměrem byla výstavba 132 kilometrů kanalizačního potrubí spojeného s uličními odtoky. Při výstavbě musely být vyřešeny mnohé technické problémy, ale systém byl dokončen. Poté Bazalgette vyprojektoval rekonstrukci nábřeží Temže (Thames Embankment), která zahrnovala kanalizační systém, rozvod vody a londýnské metro. V 80. letech byl vybudován i rozvod plynu pro osvětlení a topení.
Ve viktoriánském období se přírodní vědy rozvinuly do šíře, která je základem tohoto oboru do současnosti. Velkým impulsem rozvoje přírodních věd byl spis Charlese Darwina O původu druhů.
I když bylo plynové osvětlení vyvinuto na počátku 19. století, velkého rozmachu v použití na osvětlení průmyslových objektů a domácností se dočkalo až ve viktoriánském období. Od roku 1882 bylo na veřejných prostranstvích v Londýně používáno i elektrické osvětlení, jeho rozšíření do celého města trvalo delší dobu.

## Negativní jevy

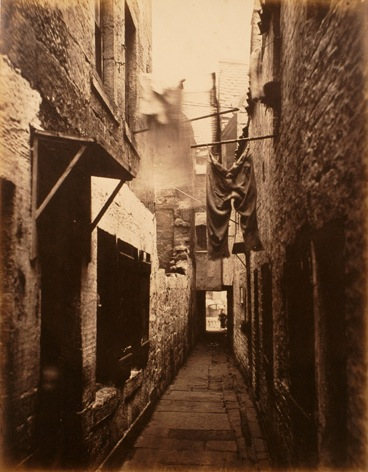
Thomas Annan: Glasgowské slumy roku 1871

Do průmyslových center se stěhovalo velké množství lidí. Jejich velká koncentrace způsobila snižování ceny pracovní síly. Nízká životní úroveň a malé množství vhodných ubytovacích kapacit vedly k vzniku slumů a byly doprovázeny využíváním práce dětí, které byly nuceny přispívat do rodinného rozpočtu a pracovat v obtížných podmínkách. Situaci měly řešit zákony přijaté v letech 1802 a 1819, které omezovaly maximální délku pracovního dne pro děti v textilních továrnách na 12 hodin. Tento zákon však nebyl vždy dodržován a částečnou nápravu přinesl až zákon z roku 1847, který omezil maximální pracovní dobu dětí i dospělých v textilních továrnách na 10 hodin denně. 
V polovině století se společnost začala zabývat negativními jevy prostituce. Policejní odhady z poloviny století uváděly počet pouličních prostitutek na 8600. Toto vysoké číslo bylo důsledkem nařízení v britské armádě, podle něhož muži v armádě nemohli zakládat rodiny, prostituce tak byla považována za normální službu pro ukojení mužské touhy (v tehdejší době bylo legální zneužívat pro prostituci i dívky ve věku 12 let). Od léta 1864 začala za ženská práva bojovat aktivistka Josephina Butlerová (v té době bylo normální, že vdaná žena byla pro právo braná jako věc, tzn. muž ji mohl bít, všechen její výdělek patřil muži...).
V roce 1864 byl také zaveden zákon o nakažlivých chorobách, který dovoloval mužům zákona chirurgicky vyšetřit (podle Josephine se jednalo o chirurgické znásilnění) jakoukoliv ženu, když se ve městě nacházela vojenská posádka. Díky boji Josephine Butlerové se podařilo zákon o nakažlivých chorobách zrušit a zvýšit hranici beztrestného pohlavního styku z 12 na 16 let.